# M1126 Stryker
M1126 «Страйкер» (англ. M1126 Infantry Carrier Vehicle) — основний бронетранспортер, що перебуває на озброєнні механізованих військ армії США, створений на базі канадсько-швейцарського бронетранспортера LAV III/Piranha III 8x8.

## Призначення
M1126 Infantry Carrier Vehicle (ICV) належить до сімейства бойових машин «Страйкер» й призначена для транспортування підрозділів (звичайно мотопіхотне відділення) мотопіхоти зі складу американських бригадних бойових груп на полі бою, ведення ними бою з машини та вогневої підтримки їх в період та після спішування.
M1126 «Страйкер» використовується також для ведення розвідки, охорони, патрулювання, зв'язку; іноді — для доставки на полі бою зброї, боєприпасів та інших військових вантажів, евакуації поранених.

## Галерея

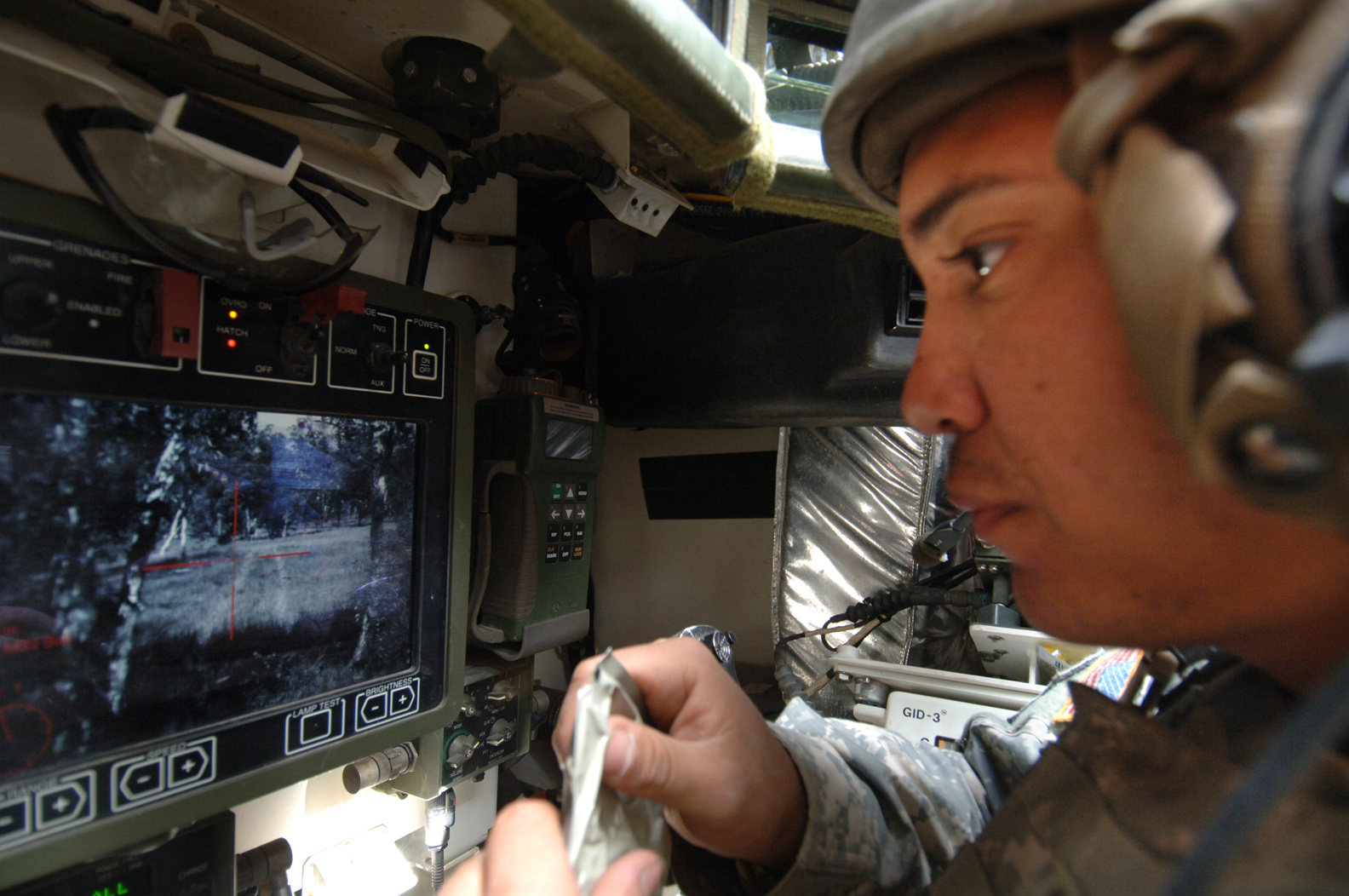
Внутрішнє обладнання системи управління вогнем БТР M1126 Stryker
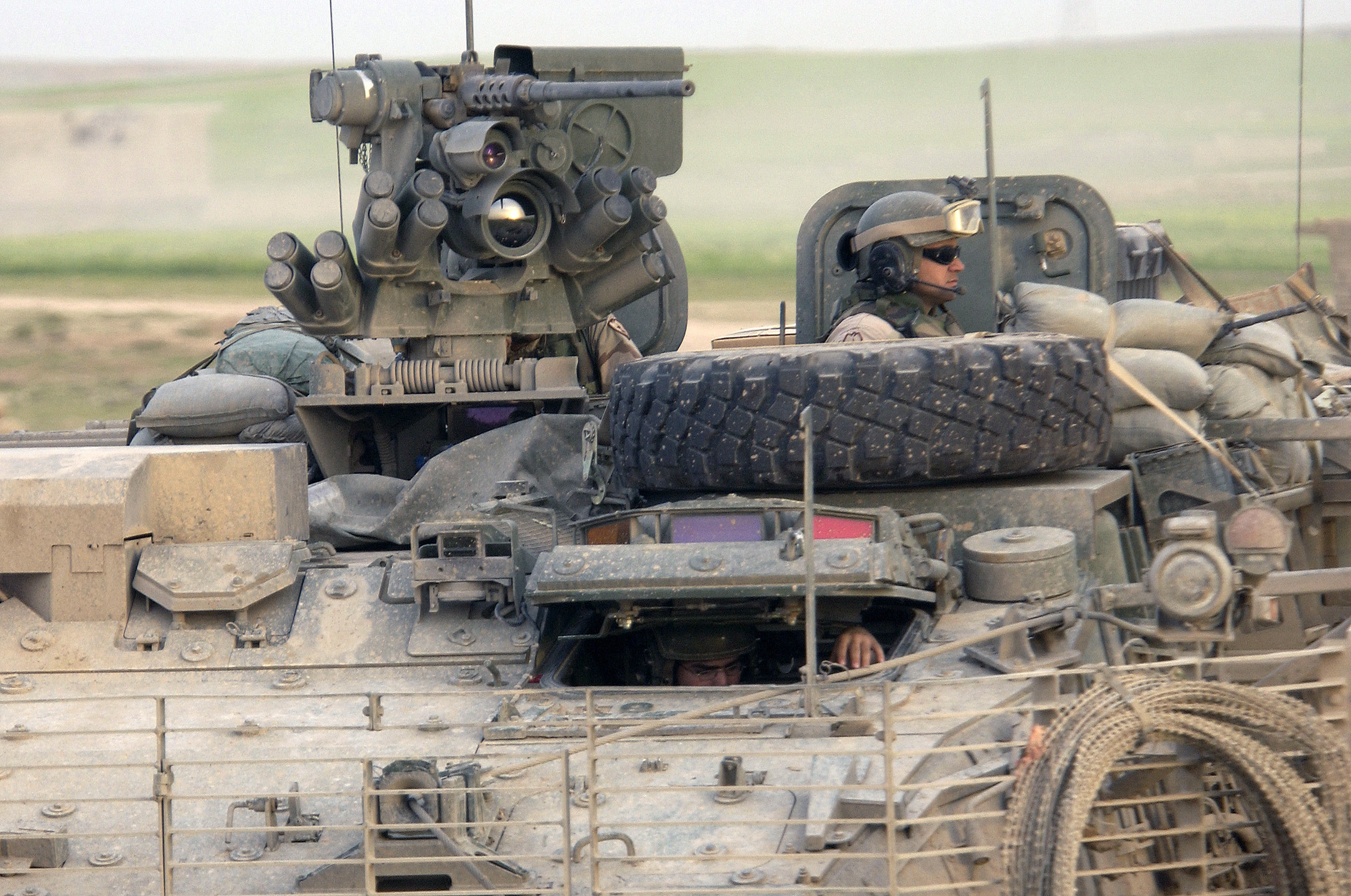
Бойовий модуль із дистанційним керуванням вогнем M1126 Stryker
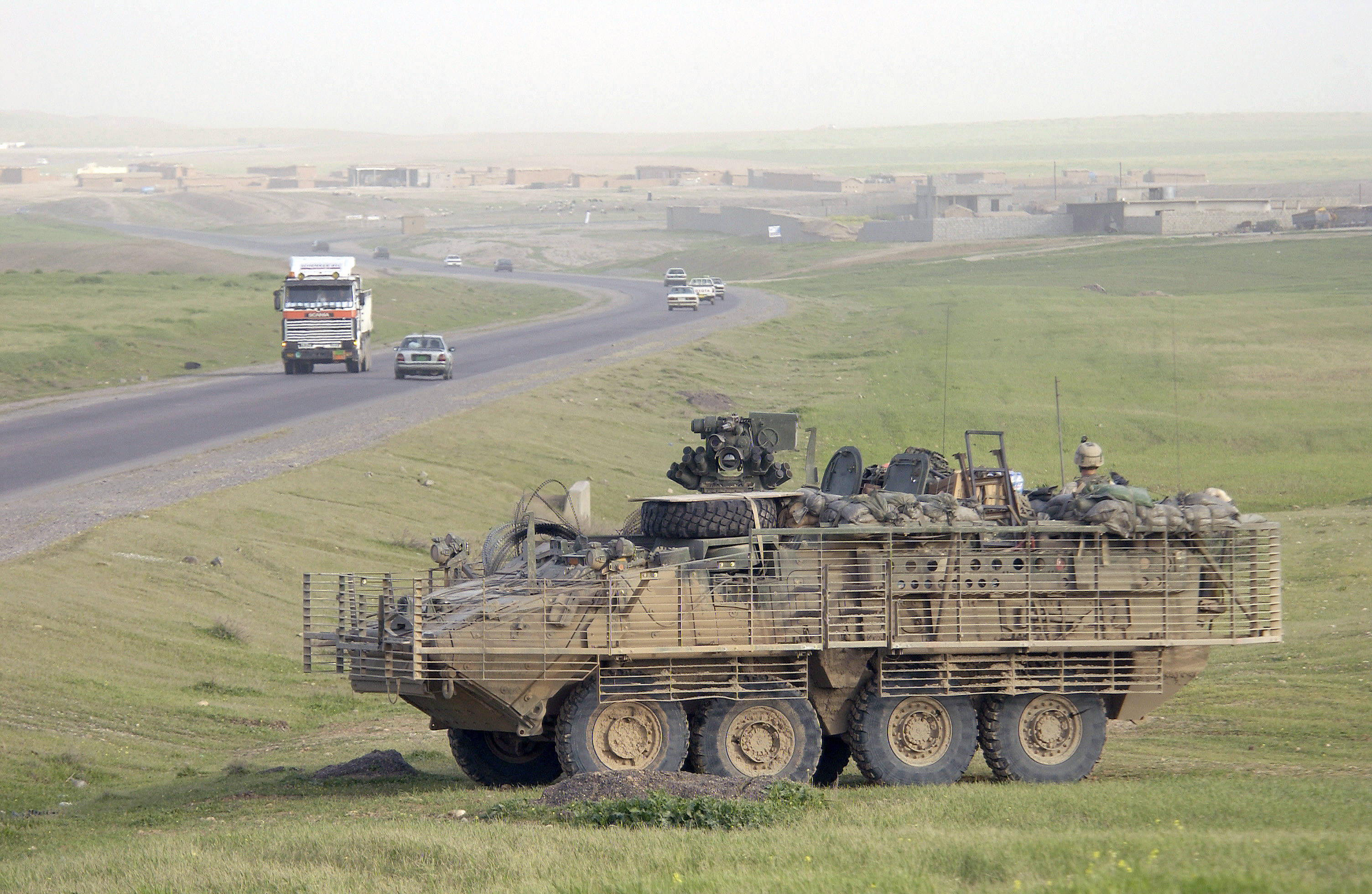
M1126 Stryker в Іраку на патрулюванні
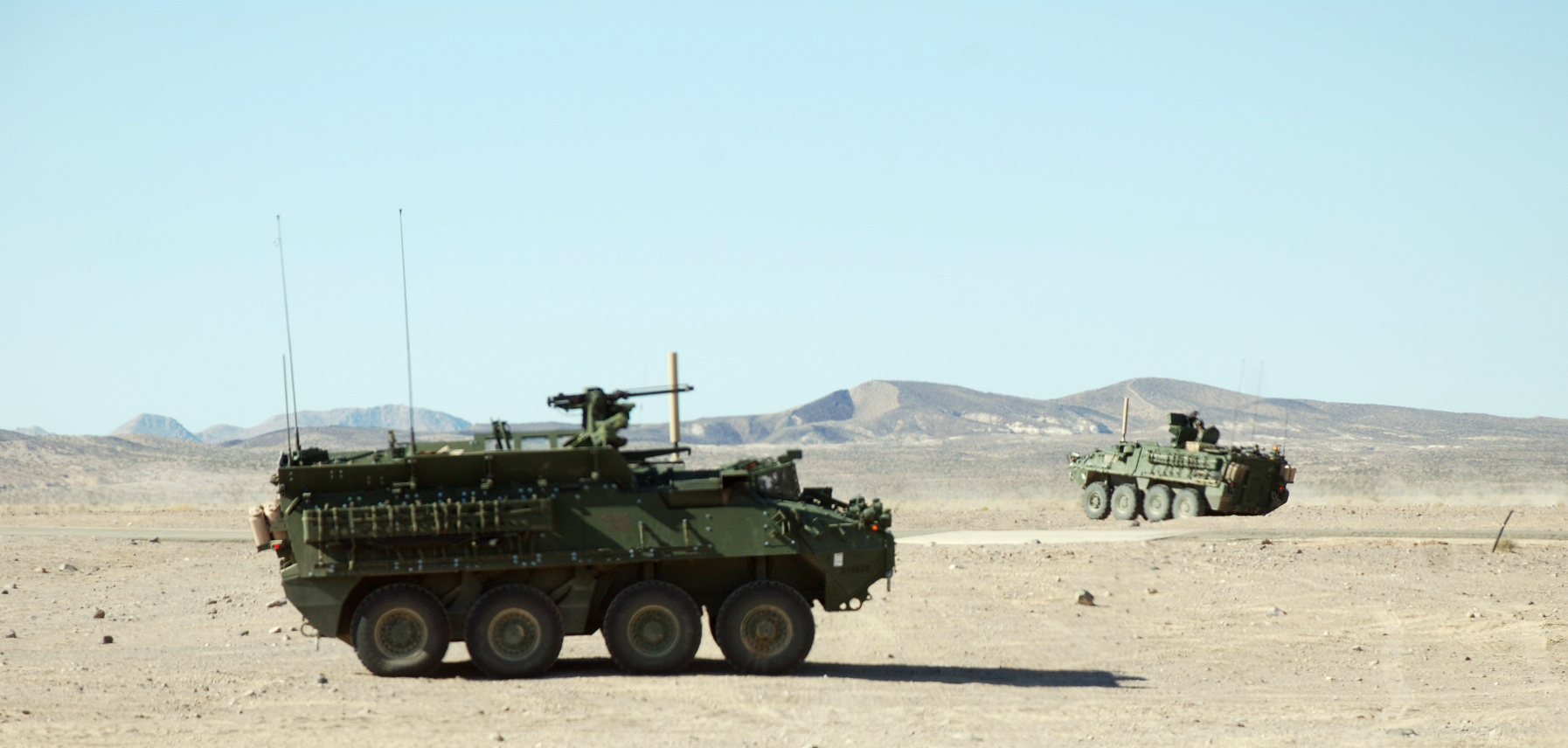
БТР M1126 Stryker на заняттях у навчальному центрі. Форт Ірвін. Каліфорнія. 7 листопада 2011
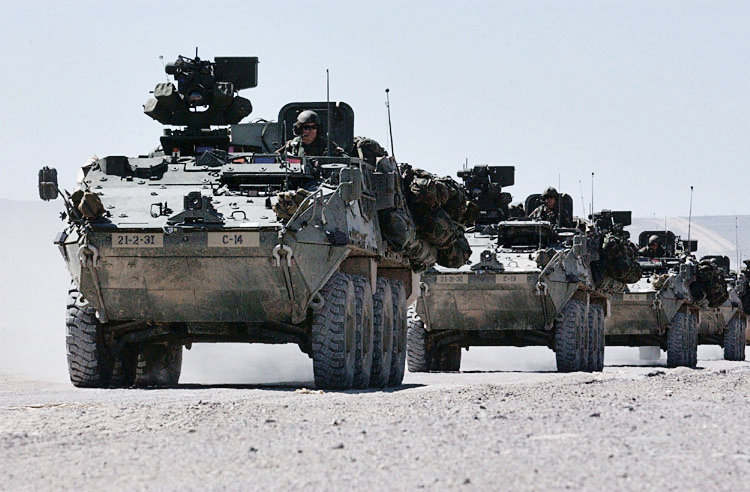
Колона БТР M1126 Stryker 3-ї механізованої бригади 2-ї піхотної дивізії в конвої. Ірак
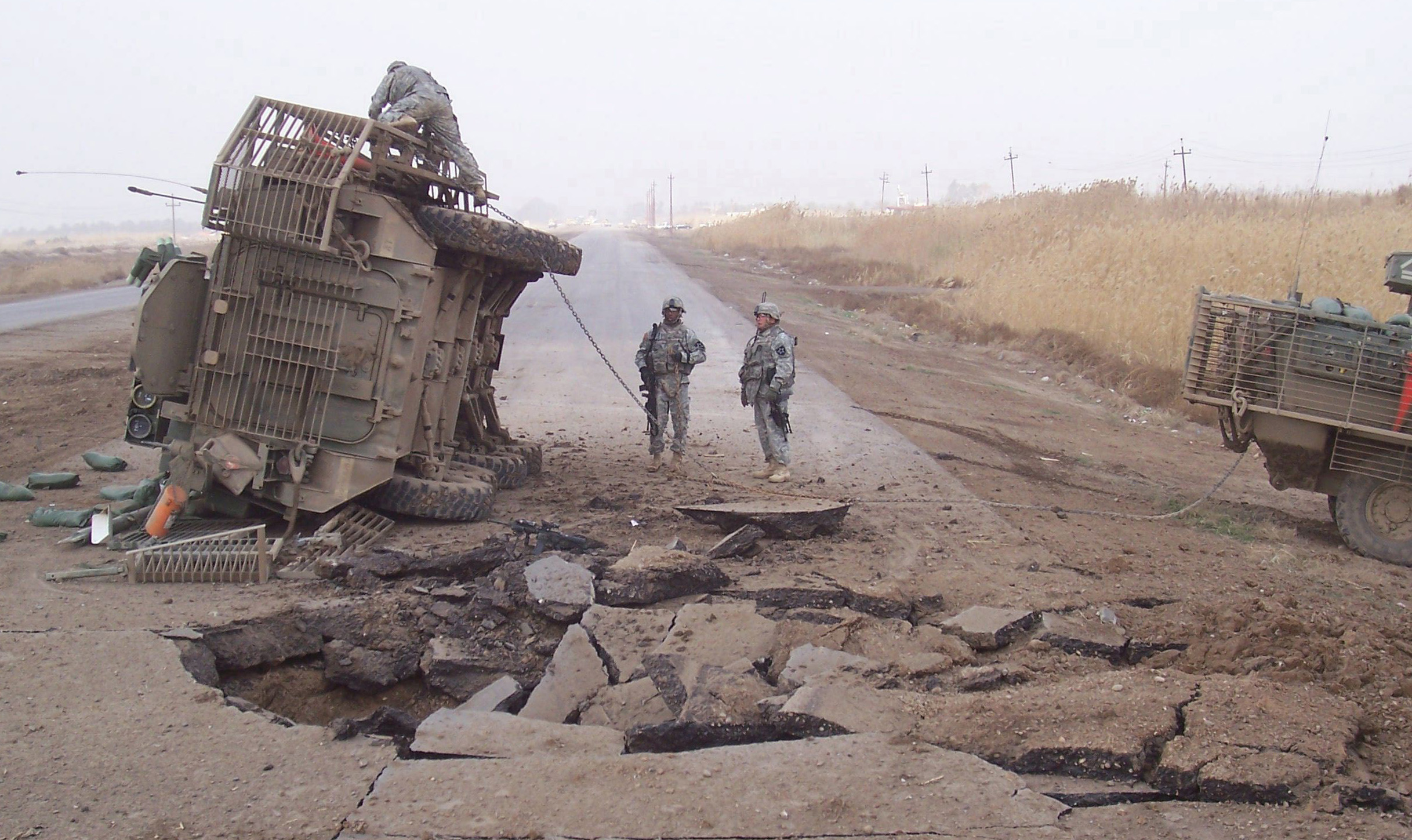
Підбитий БТР M1126 Stryker. Ірак. 15 квітня 2007
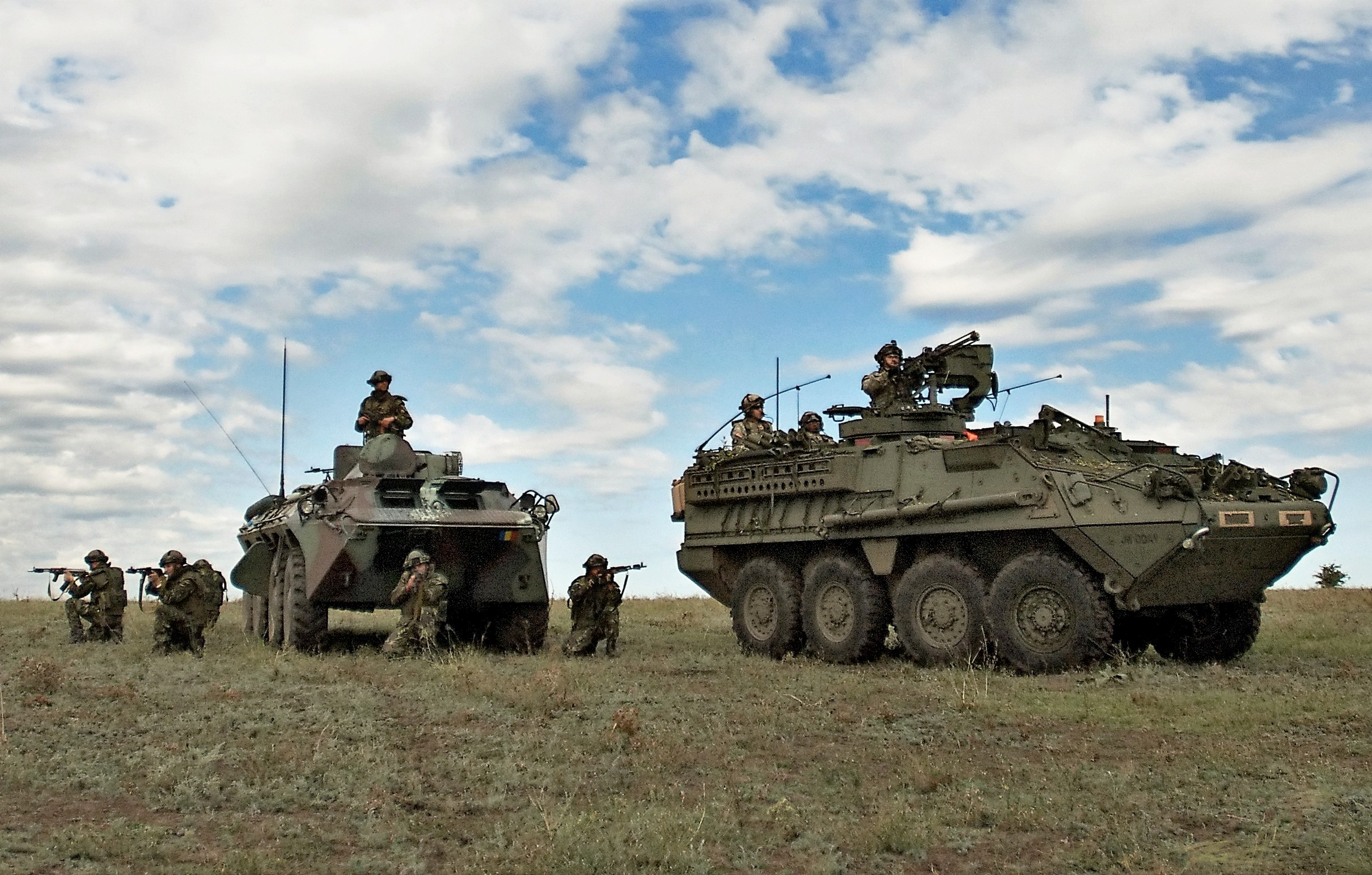
Румунський БТР TAB-77 та американський M1126 Stryker на спільних навчаннях. 2 вересня 2009
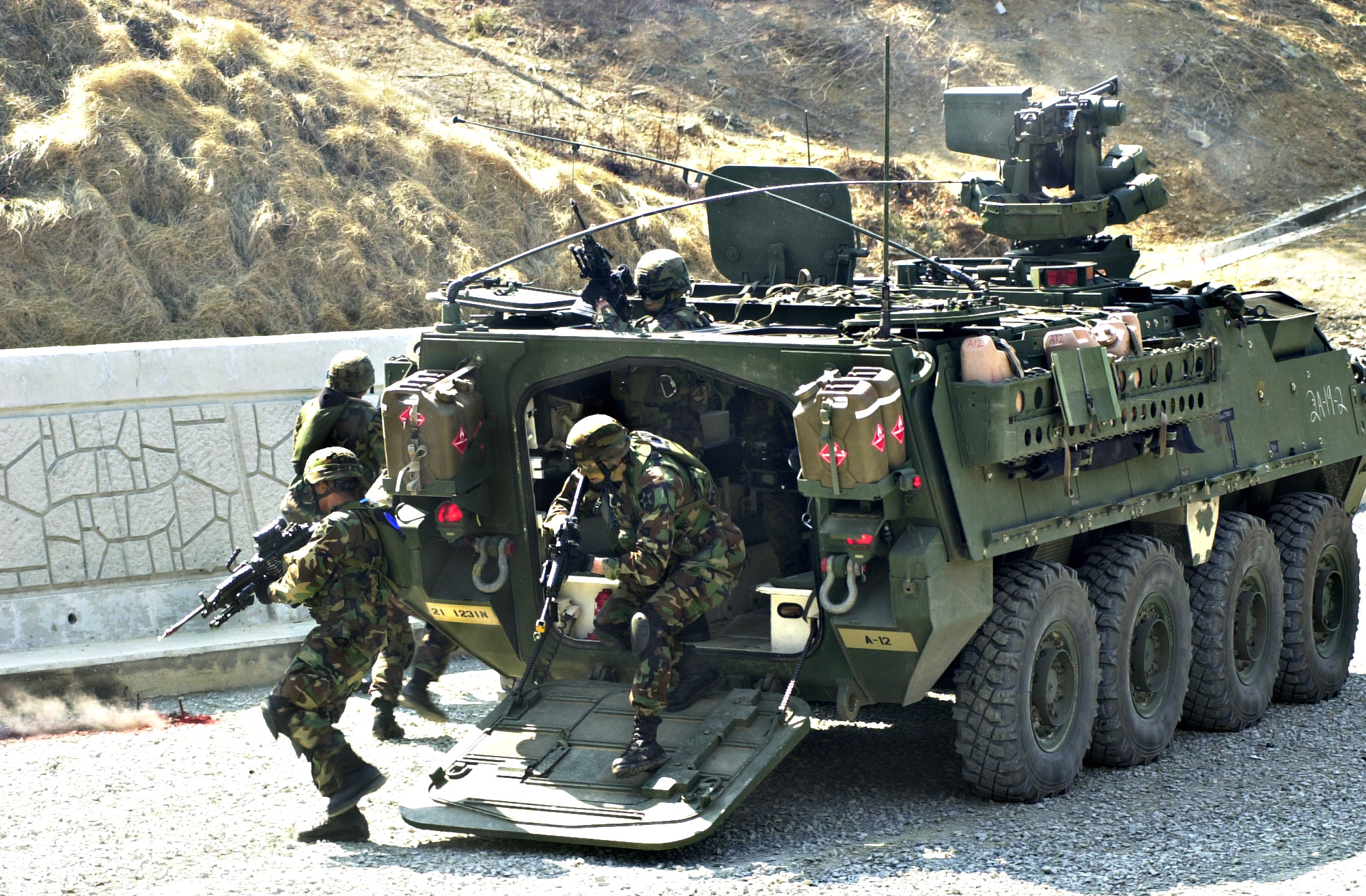
Висадка десанту з БТР M1126 Stryker. 2-га піхотна дивізія США. Південна Корея
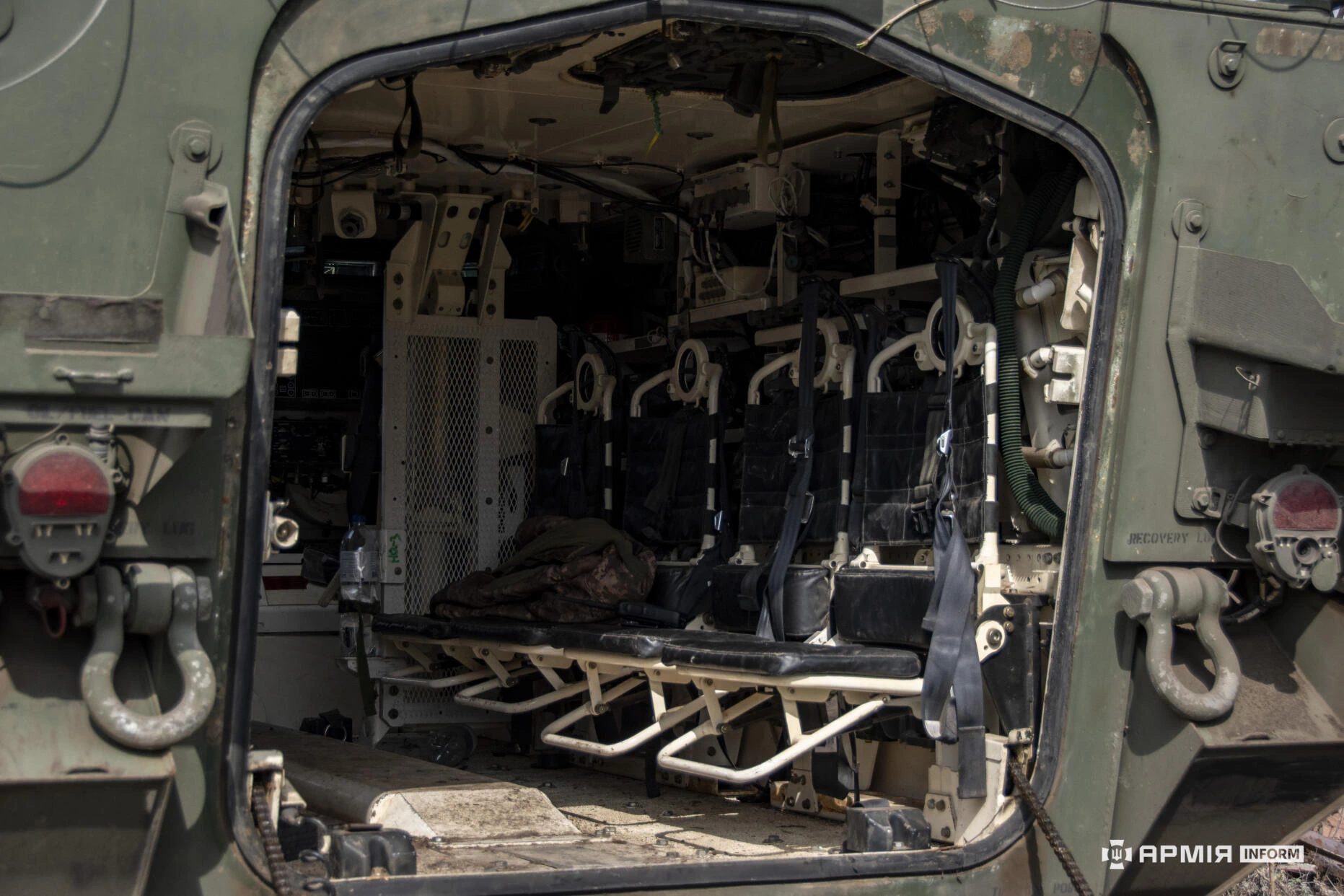
Десантне відділення
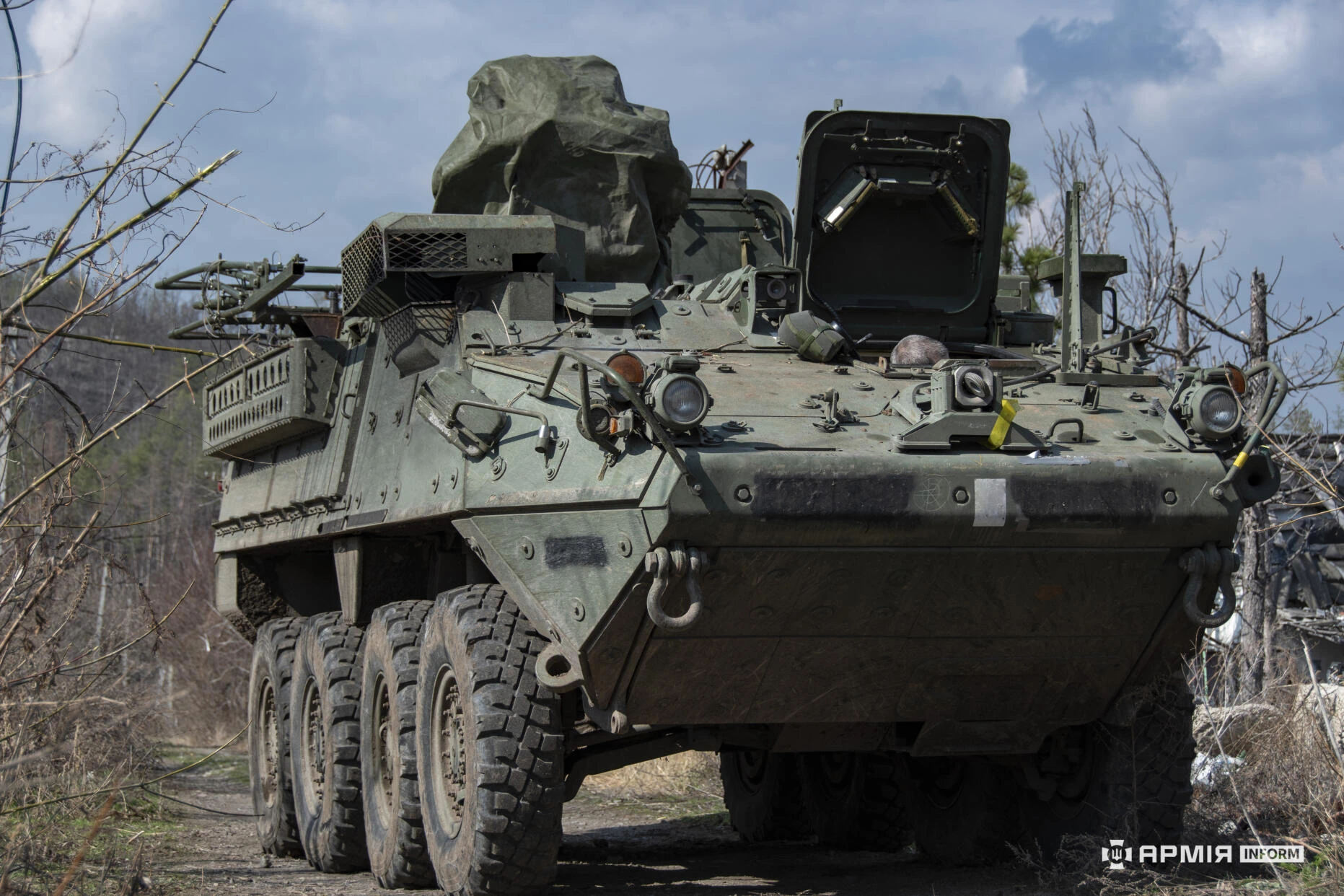
На службі української 81 ОАеМБр

## Відео
- M1126 Stryker Infantry Carrier Vehicle [Архівовано 16 листопада 2015 у Wayback Machine.]
- M1126 Stryker Infantry Carrier Vehicle (ICV) Live Fire [Архівовано 7 листопада 2014 у Wayback Machine.]
- Stryker Vehicle [Архівовано 22 листопада 2015 у Wayback Machine.]